# Sagen und Gebräuche aus Unterwalden
Sagen und Gebräuche aus Unterwalden ist eine Sammlung von Sagen und Gebräuchen aus Unterwalden, also aus den beiden Kantonen Obwalden und Nidwalden.

## Entstehung
Zu Beginn des 20. Jahrhunderts sammelte der promovierte Jurist und Anwalt Franz Niderberger (* 1876; † 1931) Sagen und Gebräuche aus den beiden Kantonen. Neben einigen Gewährspersonen benutzte er vorwiegend Sagensammlungen, welche entweder bereits gedruckt oder wenigsten in einem Manuskript vorlagen. 1909 veröffentlichte er den ersten (S. 1–172), 1910 den zweiten Teil (S. 173–343) seiner umfangreichen Sagensammlung. 1914 erstellte er den dritten Teil Religiöse Sitten und Sagen (S. 344–966), in welchem sich aber kaum Sagen finden lassen. 1924 erfolgte erstmals eine Gesamtausgabe aller drei Teile in einem Buch. Die Edition Olms, Zürich, legte das Werk 1978 nach der Vorlage von 1924, aber mit einem Vorwort von Max Lüthi ergänzt, neu auf.

## Inhalt der Sagen
Die gesammelten Sagen decken sowohl inhaltlich als auch sammeltechnisch alle Bereiche der von der Innerschweizer Sagenforschung bekannten Typen. Besonders ätiologische Sagen bilden den Schwerpunkt im ersten Teil. Der zweite Teil beschäftigt sich hauptsächlich mit Spuk und Begegnungen mit Übernatürlichem. Einige der Sagen wurden bereits zu Beginn des 19. Jahrhunderts gesammelt, andere erst kurz vor der Drucklegung. Da Niderberger das primäre Ziel hatte, ein Volksbuch herauszugeben, unterliess er die Nennung der Quellen in seinem Werk. Da sich nur von wenigen Sagen die Gewährspersonen und deren soziales Umfeld rekonstruieren lassen, hat das Werk einen grossen Teil seiner möglichen Bedeutung in der Wissenschaft eingebüsst. Trotzdem bleibt es aber Niderbergers grosses Verdienst, die zerstreuten Sagen gesammelt und herausgegeben zu haben.

## Gewährspersonen
Niderbergers Gewährspersonen sind: Pfarrer Albert von Ah, Robert Durrer, Kaplan Josef Ignaz Imfeld, Bischöfl. Kommissar A. Berlinger, Kaplan J. Röthlin, Pfarrhelfer Odermatt, Anton Stockmann, Karl Engelberger, Josef Küchler, Melchior Lussi, J. Berwert, Josef Durrer, Albert Hinter, Niklaus Kiser, J. Amschwand, Josef Schäli und Heinrich Niederberger.

## Ausgaben
- Franz Niderberger: Sagen, Märchen und Gebräuche aus Unterwalden. Teil 1. Selbstverlag, Sarnen 1909, 172 Seiten.
- Franz Niderberger: Sagen, Märchen und Gebräuche aus Unterwalden. Teil 2. Selbstverlag, Sarnen 1910, 173 Seiten.
- Franz Niderberger: Sagen, Märchen und Gebräuche aus Unterwalden. Teil 3: Religiöse Sitten und Sagen. Selbstverlag, Sarnen 1914, 622 Seiten.
- Franz Niderberger: Sagen und Gebräuche aus Unterwalden, mit einem Vorwort von Max Lüthi. Edition Olms, Zürich 1978, ISBN 3-283-00009-3.